# Lake Albacutya
Lake Albacutya är en sjö i Australien. Den ligger i delstaten Victoria, omkring 350 kilometer nordväst om delstatshuvudstaden Melbourne. 
Trakten runt Lake Albacutya består till största delen av jordbruksmark. Trakten runt Lake Albacutya är nära nog obefolkad, med mindre än två invånare per kvadratkilometer. Genomsnittlig årsnederbörd är 347 millimeter. Den regnigaste månaden är juli, med i genomsnitt 49 mm nederbörd, och den torraste är december, med 12 mm nederbörd.